# Marcel Besson
Marcel Besson (Lione, 6 agosto 1889 – Parigi, 17 agosto 1937) è stato un ingegnere francese, industriale specializzato nella progettazione aeronautica.

## Biografia
Nacque il 6 agosto 1889 a Lione. Divenuto ingegnere navale si interessò al mondo dell'aviazione, e dopo aver studiato presso la ditta di Alfred de Pischof, iniziò la progettazione di alcuni tipi di idrovolanti prima della grande guerra. Il suo primo progetto fu un monoplano a struttura metallica e ali di tipo canard, designato H-1, che fu realizzato nel 1910 dalla fabbrica Louis Clément e presentato all'Exposition internationale de la Locomotion Aérienne (Salon de l'aéronautique) di Parigi nel 1911. Seconda realizzazione fu lo H-2, presentato all'Exposition internationale del 1912, e collaudato delle autorità militari a Reims-Bétheny.
Dopo lo scoppio della prima guerra mondiale la Marine nationale e la Royal Navy conclusero un accordo per la difesa dei porti e delle rotte marittime. In seguito a tale accordo la marina francese assunse la responsabilità di garantire la sicurezza all'accesso dei porti sul Mare del Nord, del Mediterraneo a nord della Tunisia, e in particolare di Egitto e Grecia. All'epoca dello scoppio del conflitto l'aviazione di marina disponeva di 25 aerei e 14 piloti.
Egli, credendo che tale aviazione non disponesse dei mezzi idonei al proprio compito, iniziò a progettare degli idrovolanti adatti ad essere utilizzati dalla stessa. Nel 1915 realizzò un caccia triplano monoposto con montanti a I, le due ali di eguale apertura e l'ala inferiore di apertura ridotta, e propulsore Renault da 95 CV, il cui prototipo fu collaudato a Boulogne-sur-Seine nel febbraio 1915, ma la sua velocità massima risultò inferiore a quella degli FBA type B impiegati a Dunkerque e non fu riprodotto in serie.
Ad esso seguì un idrovolante triposto da pattugliamento marittimo con le due ali di eguale apertura e l'ala inferiore di apertura ridotta, dotato di propulsore Renault da 150 CV. Collaudato sulla Senna il prototipo raggiunse una velocità massima di 115 km/h, ma aveva un rapporto peso:potenza insufficiente e l'ammiragliato decise di avviare alla massiccia produzione in serie i tipi FBA type C con motore Clerget da 130 CV e Donnet-Denhaut DD-2 con motore Hispano-Suiza da 150 CV. Alla fine del 1916 su questo prototipo fu installato un propulsore Hispano-Suiza da 180 CV e tale aereo raggiunse una velocità massima di 150 km/h con 100 kg di carico utile. All'inizio del 1917 il prototipo fu trasferito al C.E.P.A. di Saint-Raphaël e al termine delle prove il Besson Hispano 200 ch fu ordinato dalla Marine nationale in un totale di 365 esemplari. Raggiunse quindi un accordo commerciale con Georges Lévy per produrre in serie il nuovo idrovolante presso la fabbrica Hydravions Georges Levallois et Lévy di Argenteuil con la sigla LB. Di questo velivolo ne furono realizzati 207 esemplari, di cui solo una ventina andarono effettivamente in volo. I primi esemplari arrivarono ai Centres d'Aviation Maritime (CAM) a partire dal marzo 1918.
Durante il periodo bellico Marcel Besson non si fermò alla progettazione di idrovolanti, ma inventò tutta una serie di dispositivi volti a migliorarne l'efficienza. Nel 1916 perfezionò un lanciabombe per la Marina militare capace di trasportare proiettili da 105 mm dotati di alette, note come bombe di tipo A, appeso sui lati dello scafo di un idrovolante. Il pilota rilasciava il proiettile di sinistra mentre l'osservatore, che prima doveva sporgersi dalla fusoliera, il proiettile a destra. Sviluppò anche una torretta per idrovolanti, introdusse in Francia l'uso della mitragliatrice Colt da 6,5 mm con caricatori rigidi e, nel 1918, inventò la bomba planante, installando un'ala su un proiettile leggero.
Nel 1918 creò a Parigi la Société de constructions Aéronautiques et Navales Marcel Besson, i cui uffici si trovavano al numero 5 di rue Saint-Denis e i laboratori al 17 bis di rue Béranger a Parigi e al numero 18 di rue des Abondances a Boulogne-sur-Seine. Nel corso del 1919 anche gli uffici della Capitale vennero trasferiti a Boulogne-sur-Seine dove egli continuò a progettare e realizzare idrovolanti per la marina militare o per uso commerciale. Qui vennero realizzati i prototipi degli idrovolanti H-3 (da turismo), H-5 (trasporto passeggeri), H-6 (trasporto postale), MB-12 (addestramento), MB-26 (osservazione e caccia), MB-35 (osservazione catapultabile) e MB-36 (da trasporto). Quest'ultimo, progettato fin dal 1926, non poté volare fino al 1930 in quanto la ditta, entrata in grave crisi finanziaria, nel 1929 fu venduta agli ANF Les Mureaux. Ultimi due velivolo prodotti con il marchi Besson nel corso degli anni trenta del XX secolo furono i MB-41 e MB-411, un piccolo idrovolante da osservazione che venne imbarcato sul sommergibile Surcouf. Si spense a Parigi il 17 agosto 1937. Era il fratello della soprano Isabelle Besson, alias Isa Jeynevald, insegnante di canto in Québec, Canada.

### Fonti
1. 1 2 3 4 5 6 7 8 9 10 11 12 13 14  Hydroretro.
2. ↑  Mancini 1936, p. 87.
3. 1 2 3 4  Jnpassieux.
4. 1 2 3 4  Boroli, Boroli 1983, p. 135.
5. 1 2 3  Boroli, Boroli 1983, p. 136.
6. 1 2  Boroli, Boroli 1983, p. 137.